# Attalla
Attalla er en by i den nordøstlige del af staten Alabama i USA. Byen har 5.827 (2020) indbyggere. Den ligger i det amerikanske county Etowah County.